# تاتویک آوتیسیان
تاتویک ‌آراراتی آوتیسیان (ارمنی: Տաթևիկ Արարատի Ավետիսյան؛ انگلیسی: Tatevik Avetisyan زادهٔ ۲۰ مارس ۱۹۷۷)، مجسمه‌سازی، شاعر و نویسنده اهل ارمنستان است.

## زندگی‌نامه
وی در ۲۰ مارس ۱۹۷۷ در استپاناکرت به دنیا آمد و از کالج دولتی هنرهای زیبای پانوس ترلمزیان فارغ‌التحصیل گشت.  وی در آرماویر اقامت دارد.

## نگارخانه

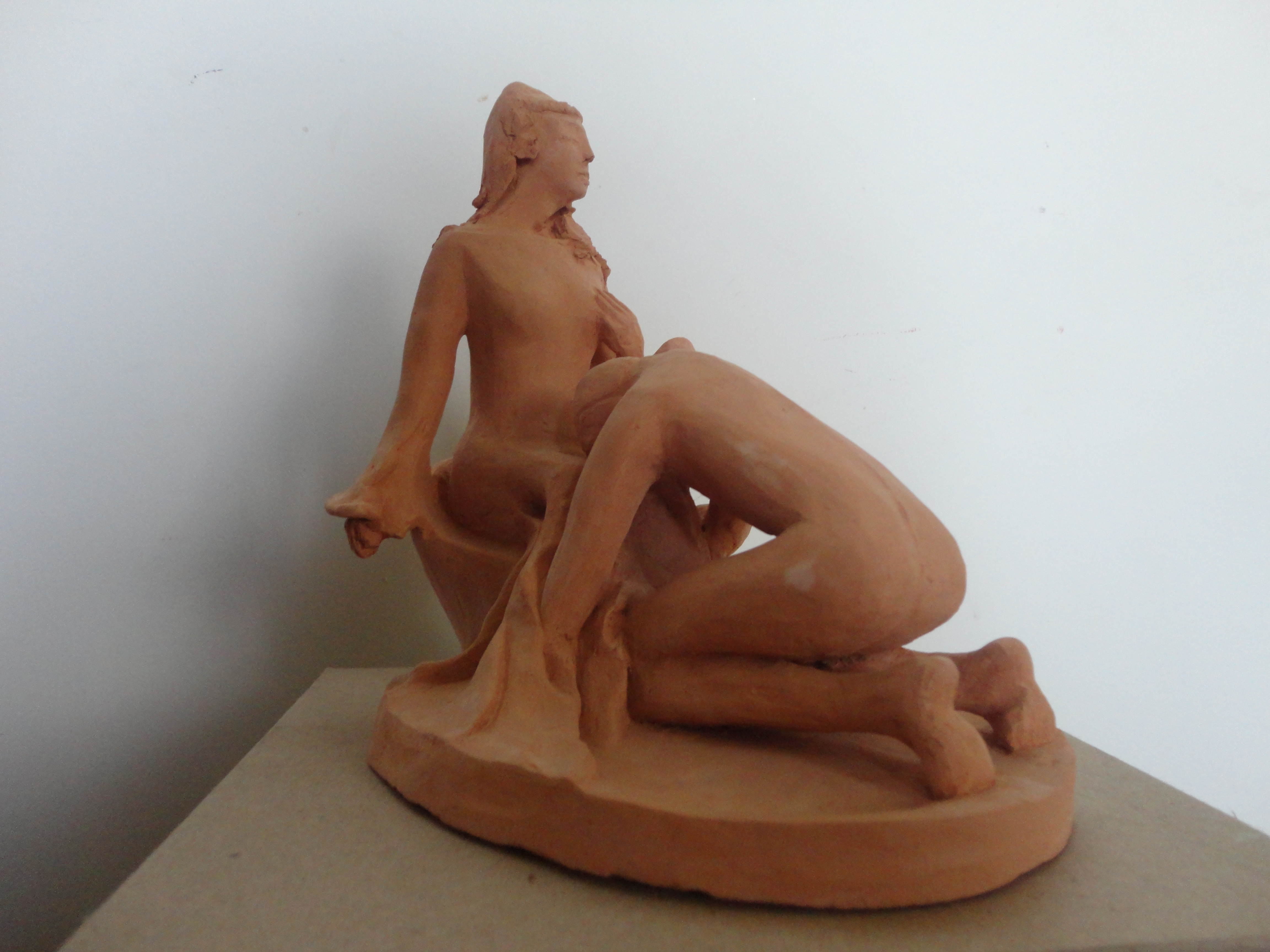
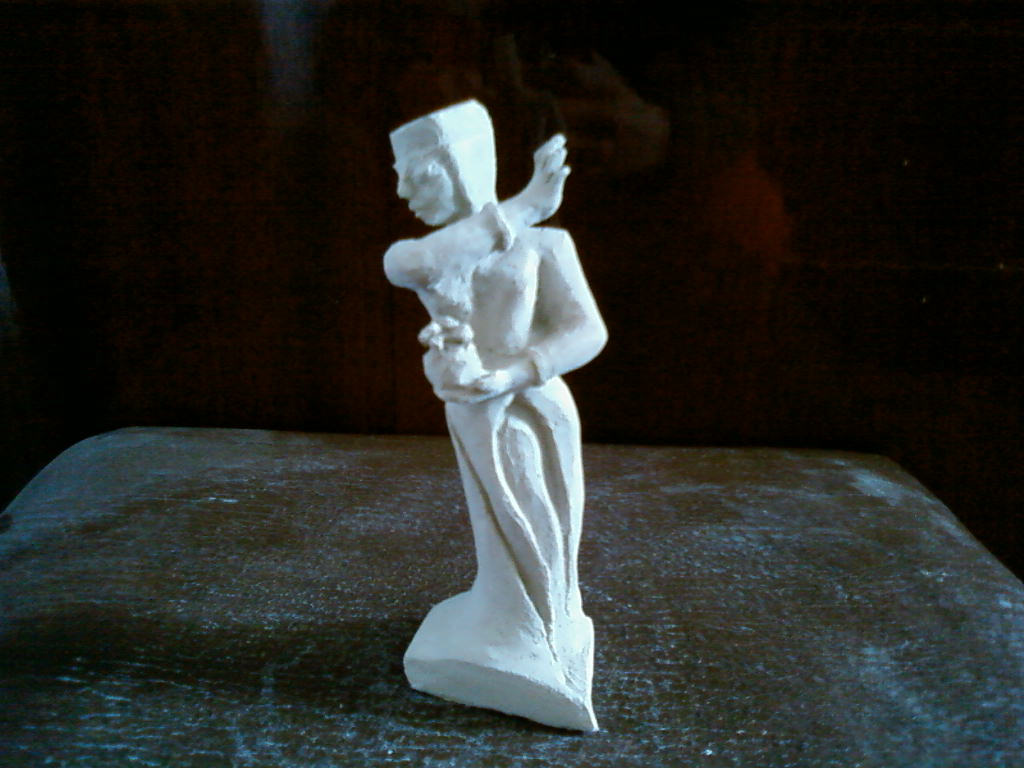
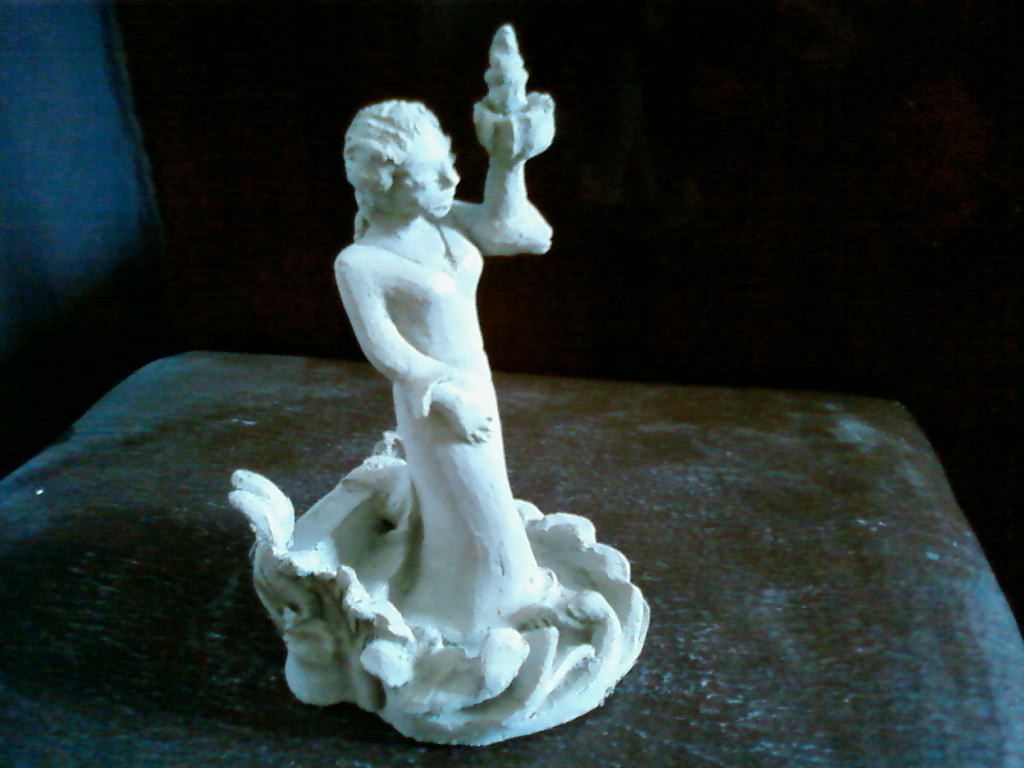
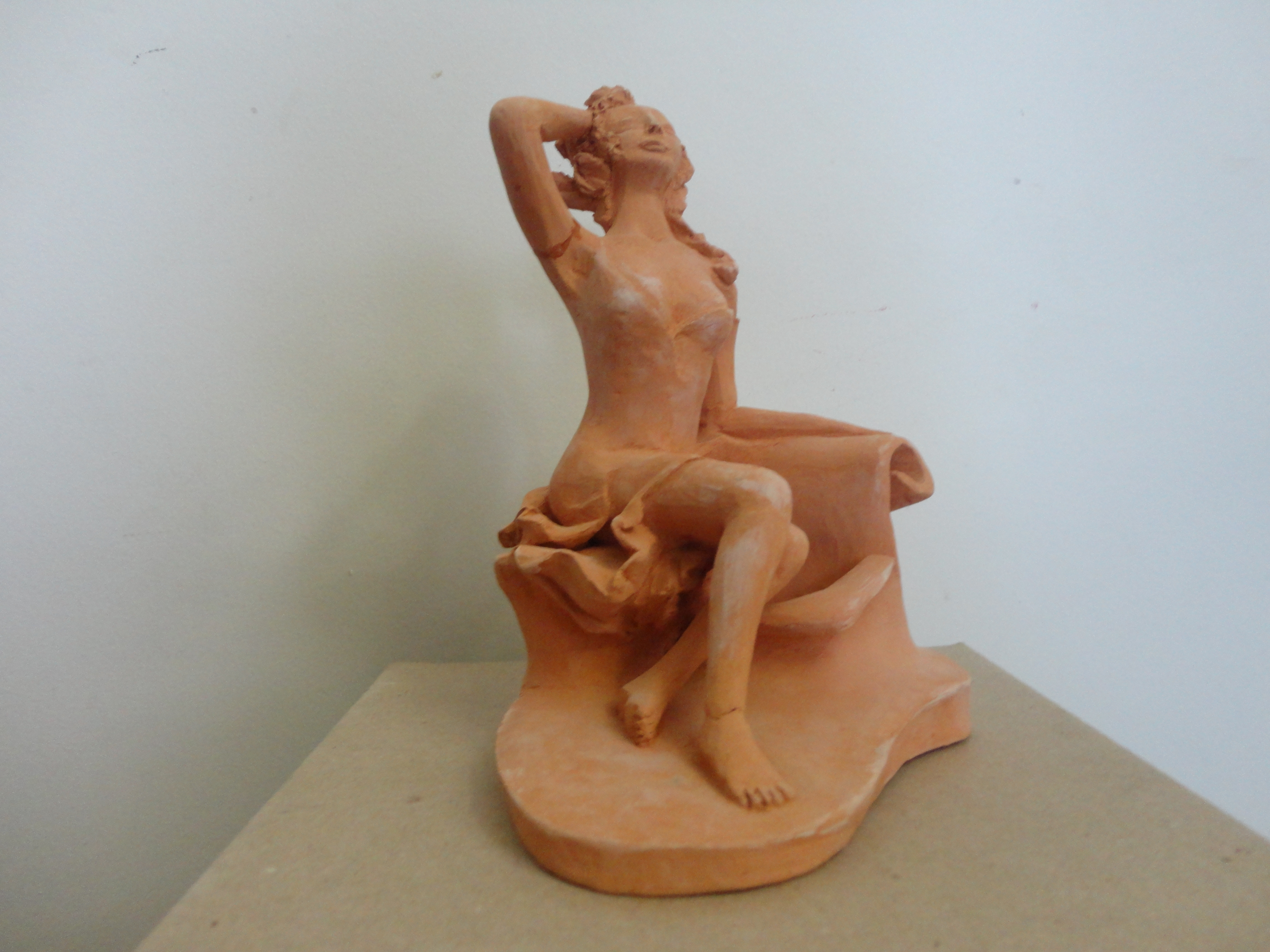
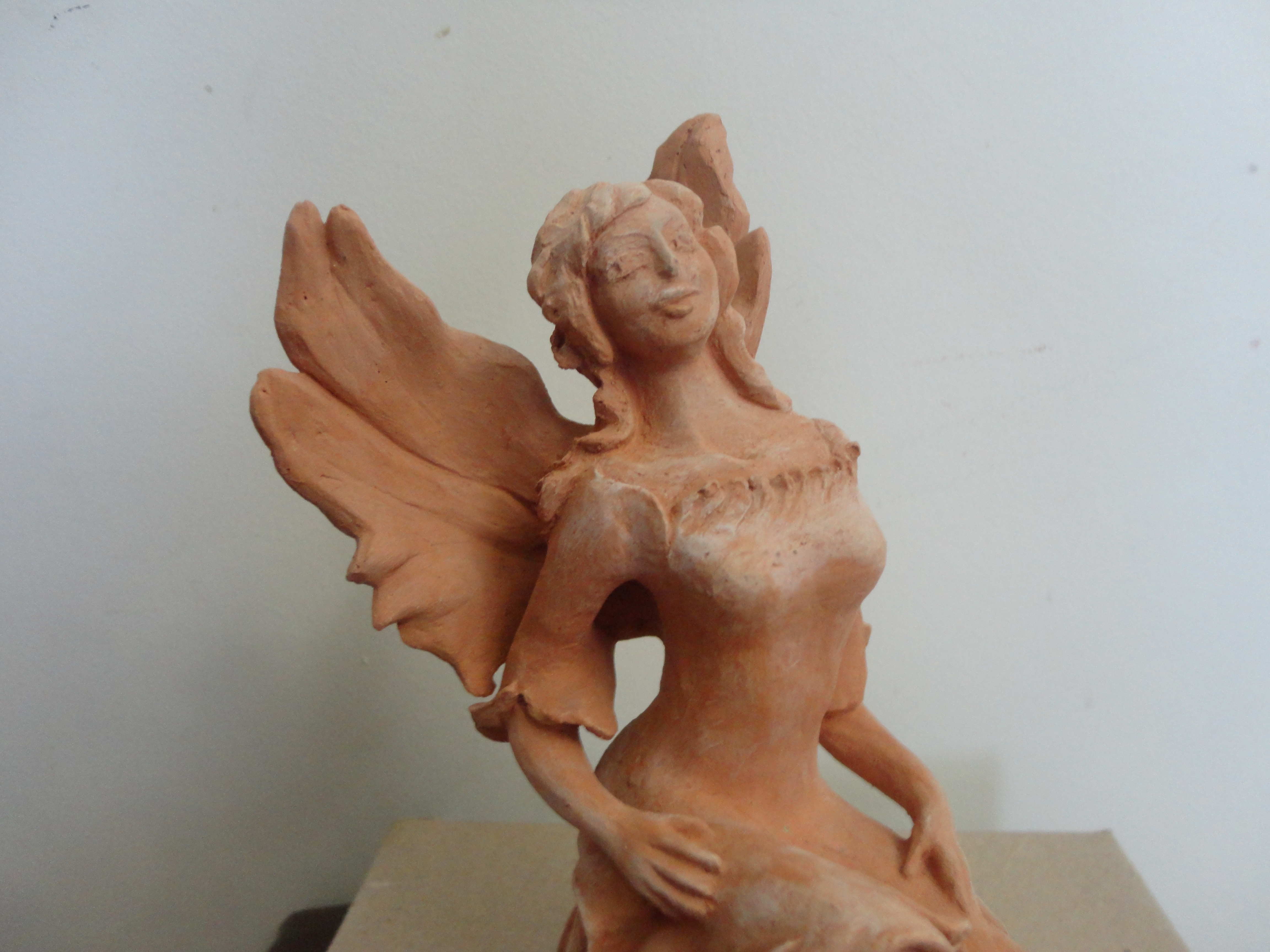
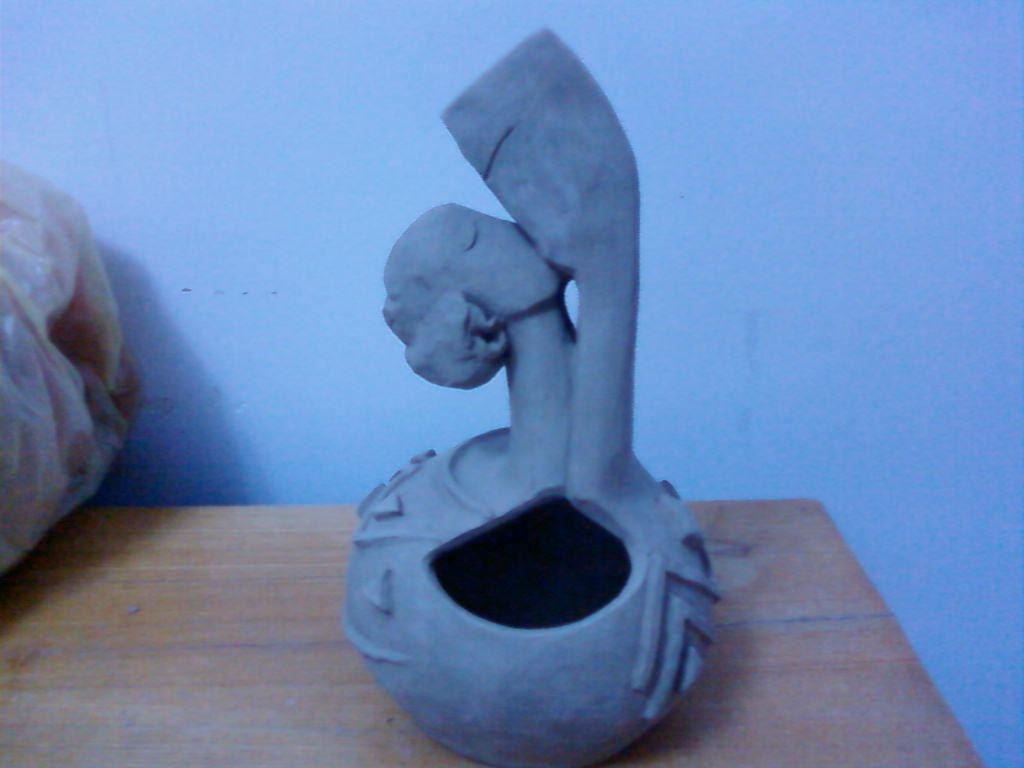
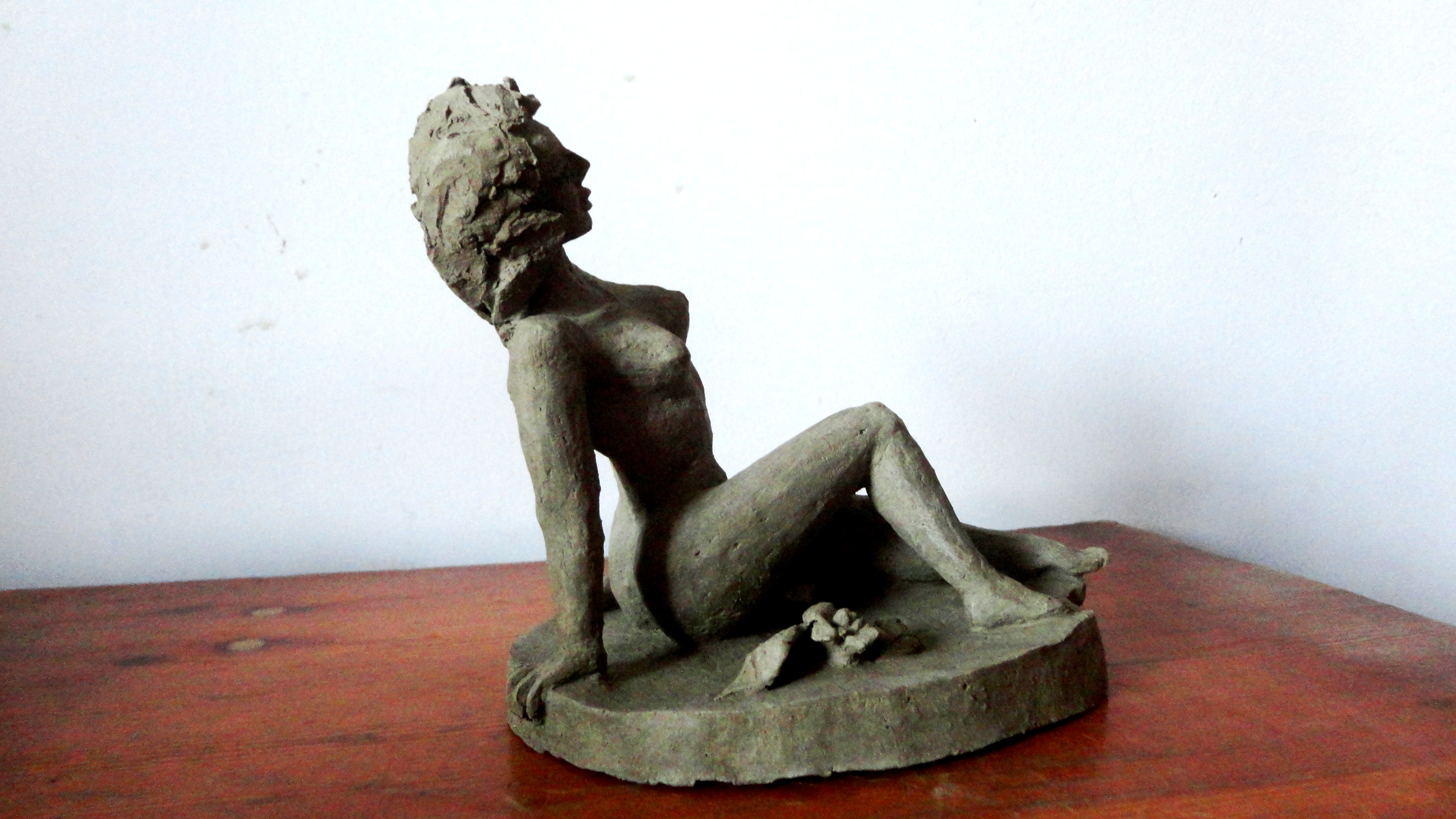
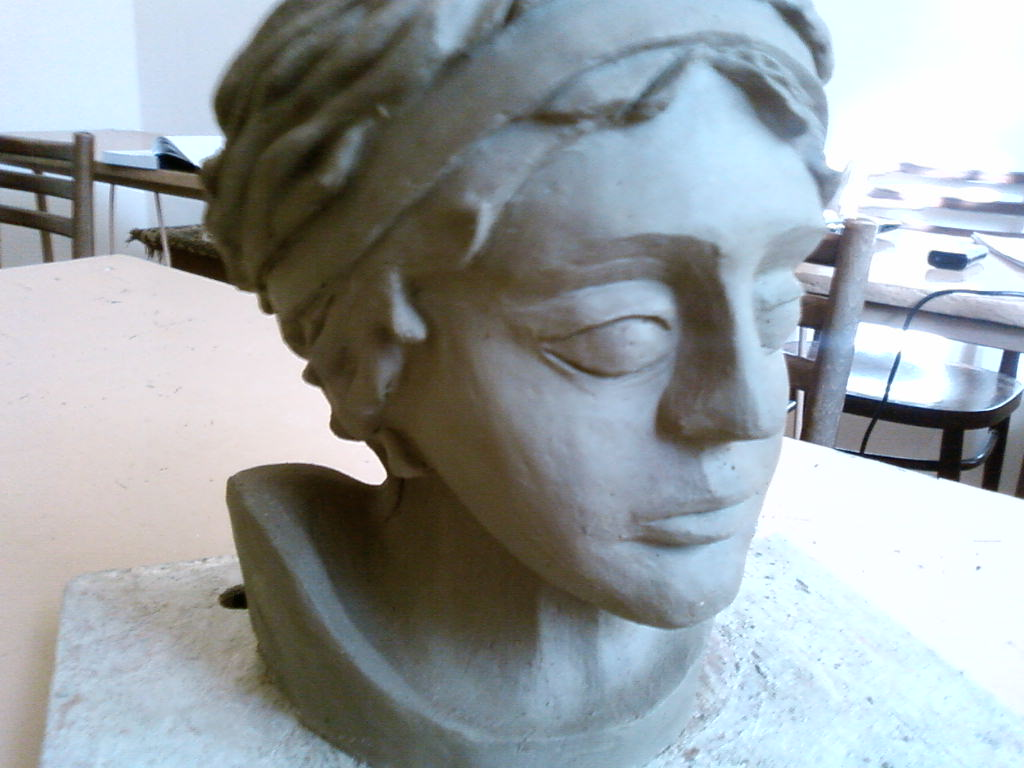
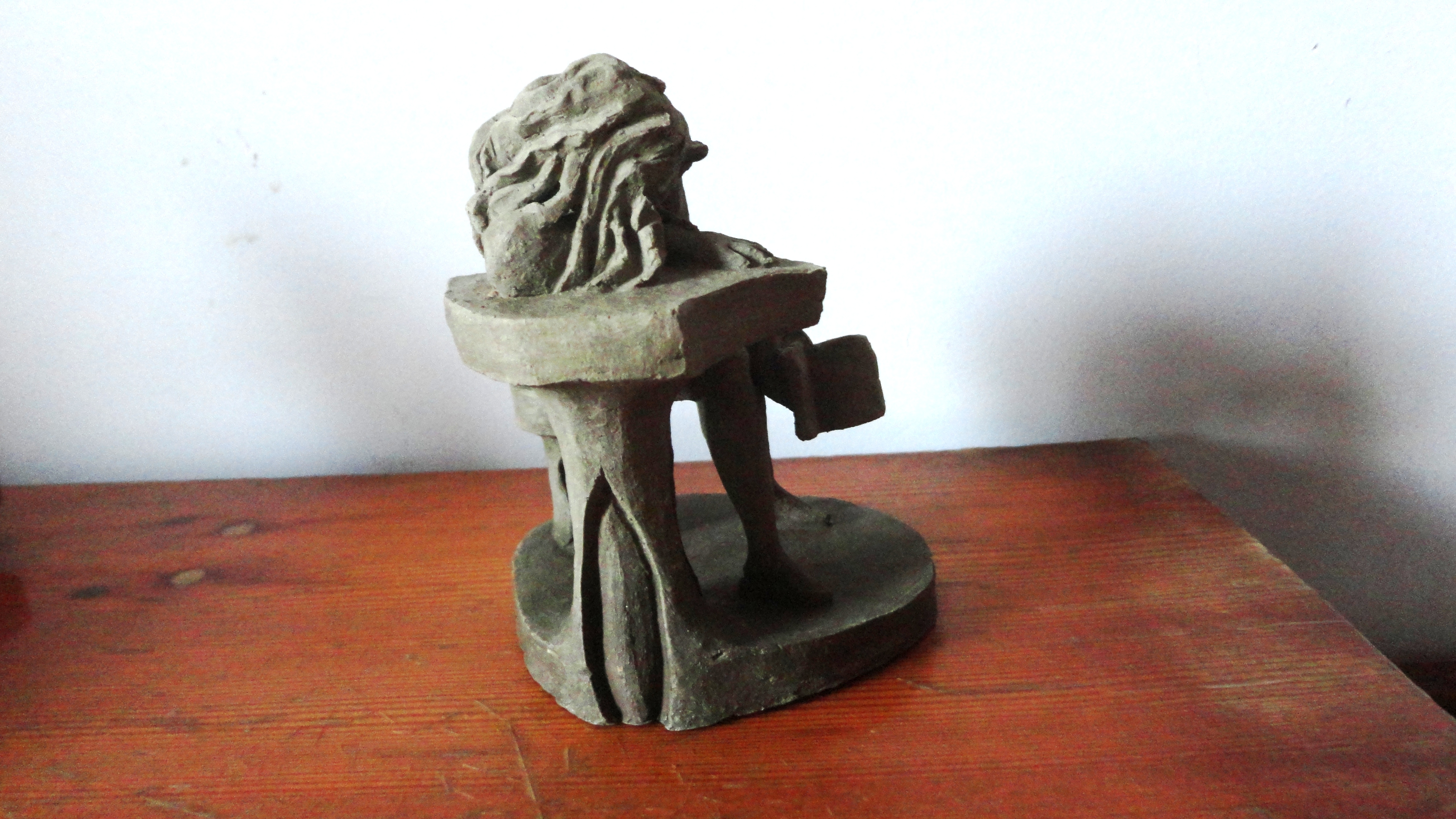
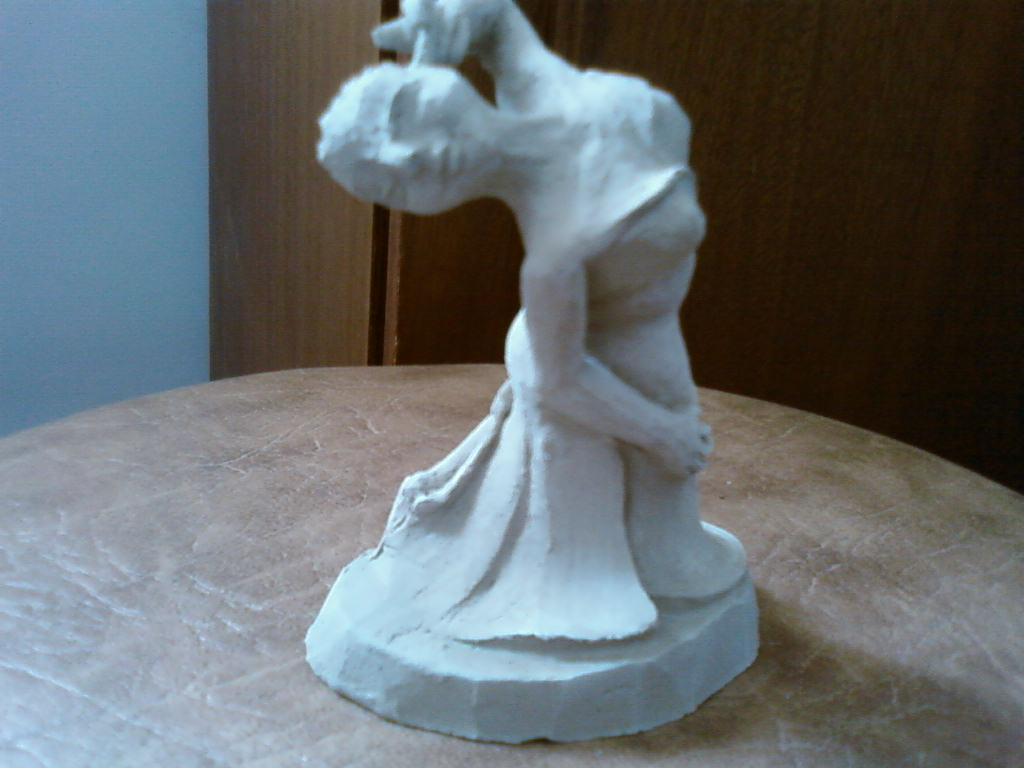
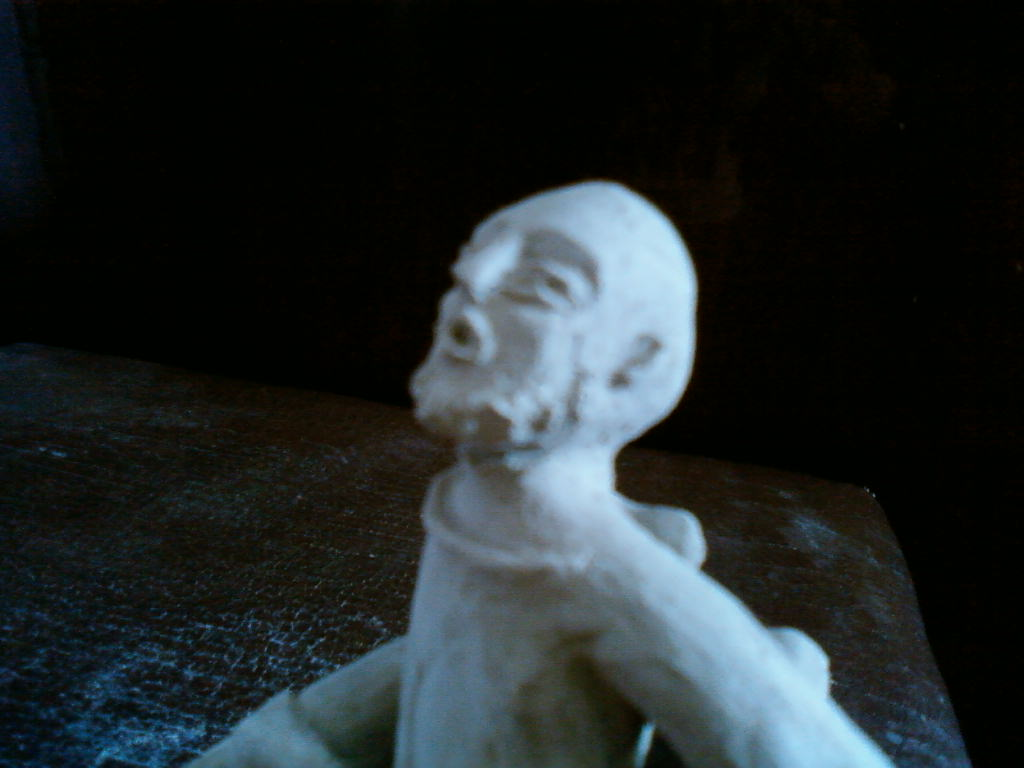
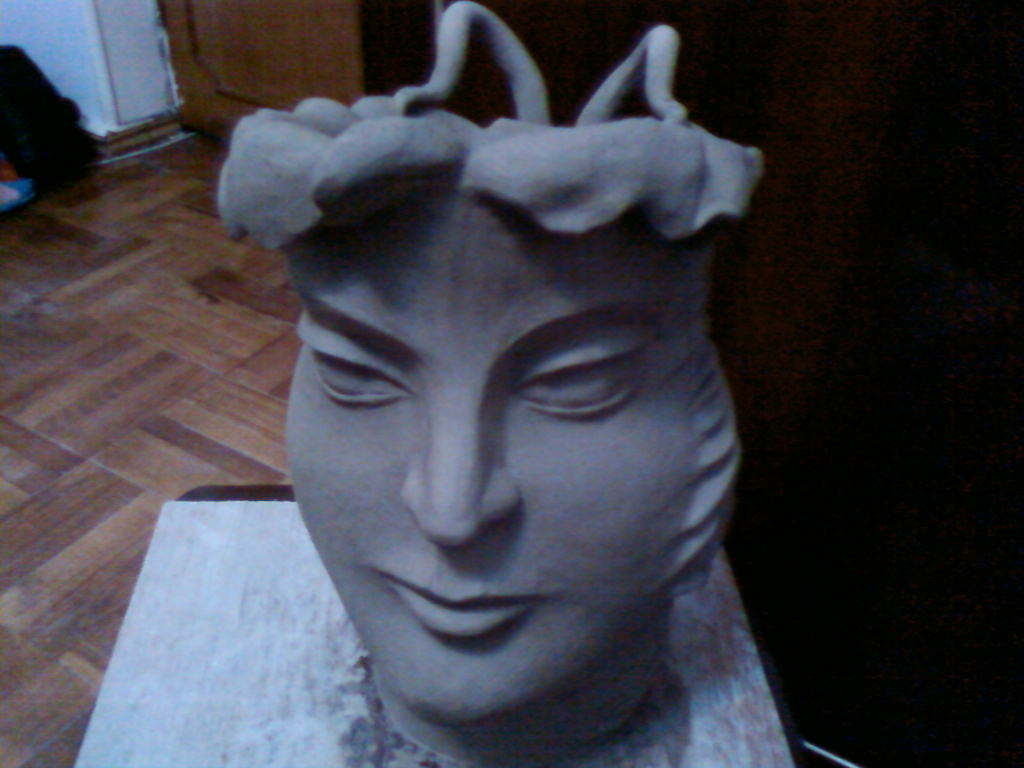
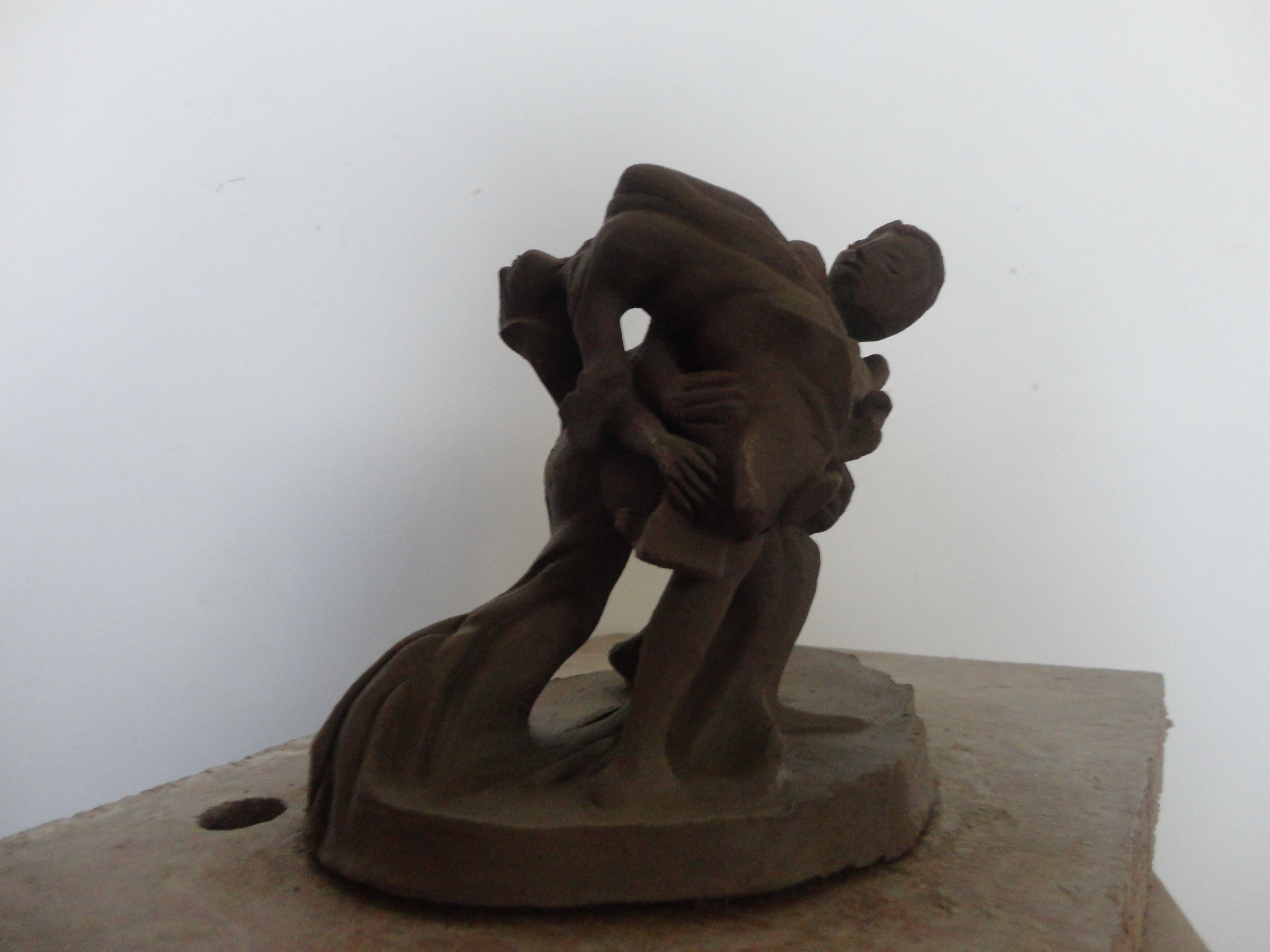
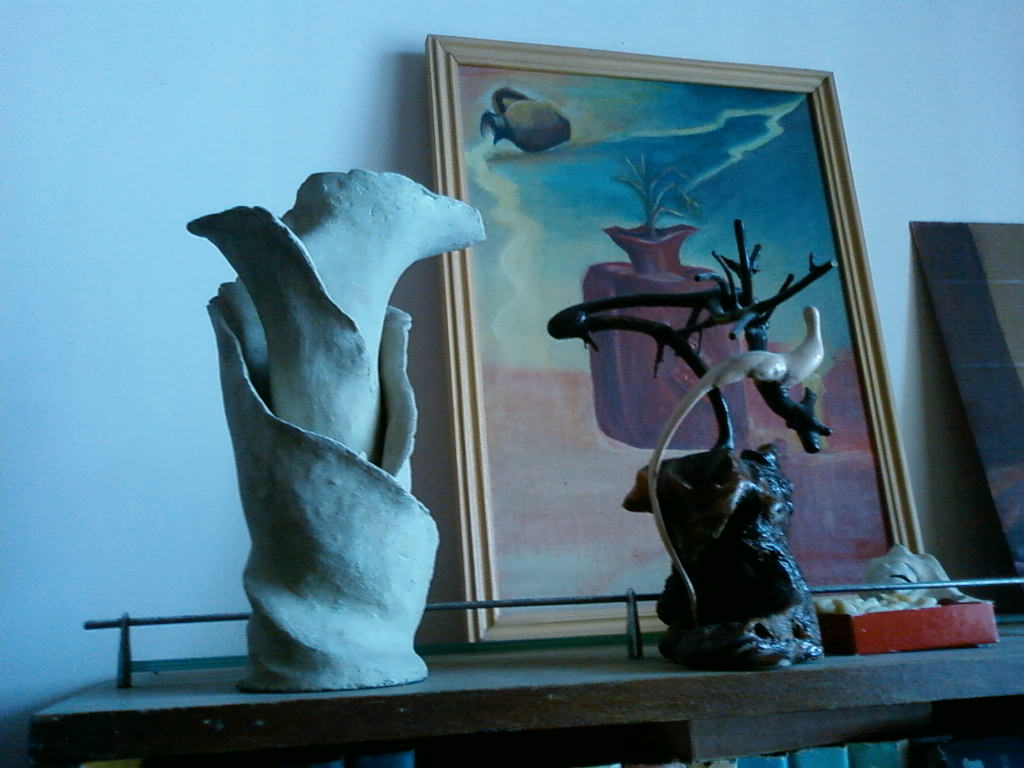